# Mersin (stad)
Mersin is een grote havenstad aan de mediterrane kust in het zuiden van Turkije. De stad is de hoofdstad van de gelijknamige provincie Mersin, die tot 2002 İçel heette. Het maakt deel uit van een interstedelijke agglomeratie - Adana-Mersin Metropoolgebied - en ligt in het westelijke deel van Çukurova, een geografische, economische en culturele regio. Çukurova omvat naast de provincie van Mersin ook de provincies Adana, Osmaniye en Hatay.
Mersin is vernoemd naar de aromatische plant Myrsine (Grieks: Μυρσίνη) in de familie Primulaceae, een mirte die in overvloed groeit in het gebied. De stad heeft verder de grootste haven van Turkije en vervult een belangrijke rol in de regionale economie. De toren van het Radisson Blu hotel is met 177 meter het hoogste gebouw van de stad en een van de hoogste gebouwen in Turkije. De toren telt 52 etages en werd in 1987 opgeleverd. Dit was de hoogste toren van Turkije tot het jaar 2000.
Mersin heeft ook een negen kilometer lange zeedijkpromenade met moderne beelden.

## Geboren
- Kerim Zengin (1985), voetballer

Adana · Ankara · Antalya · Aydın · Balıkesir · Bursa · Denizli · Diyarbakır · Gaziantep · Kayseri · Mersin · Istanbul · İzmir · İzmit · Konya · Şanlıurfa
Adapazarı · Antiochië (Antakya) · Erzurum · Eskişehir · Kahramanmaraş · Malatya · Manisa · Mardin · Muğla · Altınordu · Samsun · Tekirdağ · Trabzon · Van
Adıyaman · Afyonkarahisar · Ağrı · Akhisar · Aksaray · Alanya · Batman · Bolu · Çanakkale · Ceyhan · Çorlu · Çorum · Darıca · Derince · Düzce · Edirne · Elazığ · Erzincan · Gebze · Giresun · İnegöl · İskenderun · Isparta · Karabük · Karaman · Kırıkkale · Kırşehir · Körfez · Kütahya · Lüleburgaz · Nazilli · Niğde · Osmaniye · Rize · Siirt · Sivas · Tarsus · Tokat · Turgutlu · Uşak · Yalova ·  Zonguldak
- Gemeinsame Normdatei: 4122001-8
- MusicBrainz: 19839fe4-437c-4652-9864-7c397a633b59
- Nationale Bibliotheek van Tsjechië: ge371045
- Nationale Bibliotheek van Israël: 987007559632505171
- Virtual International Authority File: 239938153